# Pinnye
Pinnye è un comune di 351 abitanti situato nella contea di Győr-Moson-Sopron, nell'Ungheria nordoccidentale.